# OfficeSuite
OfficeSuite — це багатоплатформний додаток офісного пакету, розроблений компанією «MobiSystems». Він має версії для Android, iOS і Microsoft Windows (ПК) і додає широкі можливості PDF в свою сумісність з найбільш часто використовуваними форматами файлів Microsoft Office. Програмне забезпечення має більше 220 мільйонів завантажень в Google Play і входить в число кращих бізнес-додатків Android.
OfficeSuite встановлений на пристрої Sony, Amazon, Alcatel, Sharp, Toshiba, ZTE, Huawei, Kyocera та інші.

## Історія
Вперше це програмне забезпечення було випущено як мобільний додаток для Palm OS в 2004 році (включаючи більш старі додатки MobiSystems: Quick Spell, Quick Check і Quick Write), а потім і на Symbian в 2005 році.
До 2009 року OfficeSuite використовувався головним чином як переглядач. Пізніше MobiSystems отримала запит від Sony на розробку офісного рішення на базі Android, проте терміни на розробку були стиснуті до 12 тижнів. Очевидно, що розробники досягли успіху, і Sony попередньо встановила нещодавно розроблений OfficeSuite на всіх своїх пристроях Android в 2009 році.
Програмне забезпечення дебютувало на iOS в 2013 році, а перша версія настільного клієнтського додатка для Windows з'явилася в 2016 році.
Крім можливості підключення до будь-якого хмарного провайдера, такого як Google Drive, Box, iCloud, OneDrive і т. п., OfficeSuite пропонує простір для зберігання у власній хмарі MobiSystems: MobiSystems Drive.
У 2018 році додаток був відзначений Google, як один з небагатьох, що отримав премію Android Excellence Award.

## Компоненти OfficeSuite
- OfficeSuite Documents — текстовий редактор
- OfficeSuite Mail — електронна пошта з календарем
- OfficeSuite Sheets — редактор електронних таблиць
- OfficeSuite PDF — програма для перегляду і редагування PDF
- OfficeSuite Slides — редактор презентацій

## Типи ліцензій

### Android[1]
- Безкоштовна версія OfficeSuite — з можливістю оновлення до OfficeSuite Pro або OfficeSuite Personal / Premium
- Пробна версія OfficeSuite Pro — можливість оновлення до Office Suite Pro
- OfficeSuite Pro — можливість оновлення до OfficeSuite Personal / Premium

### IOS[2]
- OfficeSuite Free — можливість оновлення до OfficeSuite Pro або OfficeSuite Personal / Premium
- OfficeSuite Pro — можливість оновлення до OfficeSuite Personal / Premium

### Windows[3]
- OfficeSuite Basic — безкоштовна версія
- OfficeSuite Personal
- OfficeSuite Group
- OfficeSuite Business

Доступні різні ціни і плани для особистих, групових і бізнес-ліцензій.
- OfficeSuite Personal / Premium пропонує багатоплатформне використання з однією ліцензією.

## Особливості версій програмного забезпечення
1. OfficeSuite сумісний з файлами Microsoft Word, Microsoft Excel, Microsoft PowerPoint і Adobe PDF.
2. OfficeSuite Pro сумісний з усім перерахованим вище і здатний друкувати, конвертувати PDF в Word, Excel, ePUB, зберігати файли PDF-форматі і може створювати файли, захищені паролем. Є опція відстеження змін.
3. OfficeSuite Personal / Premium містить все перераховане вище, але також може додавати фотографії з камери, анотації PDF, зберігати у форматі CSV і створювати умовне форматування в Excel. Він також представляє кросплатформені функціональні можливості і дозволяє користувачам встановлювати OfficeSuite на всі три платформи (Android, iOS і Windows), використовуючи одну ліцензію.

Програмне забезпечення може редагувати файли та керувати ними, а також форматувати текст, шрифт, колір, розмір і стиль, а також має інші функції, загальні для офісного ПЗ.

## Підтримувані формати файлів
OfficeSuite пропонує повну сумісність з форматами Microsoft на всіх платформах. Програмне забезпечення також має додаткову підтримку загальних форматів (які можуть різнитися для різних платформ) і модуль PDF, який дозволяє користувачам відкривати, редагувати і експортувати у файли PDF, включаючи сканування камери PDF.

### OfficeSuite для Android підтримує
Типи файлів: DOC, DOCX, DOCM, XLS, XLSX, XLSM, PPT, PPTX, PPS, PPSX, PPTM, PPSM, RTF, TXT, LOG, CSV, EML, ZIP, ODT, ODS, OD
Зберігає у форматах: DOC, DOCX, DOCM, XLS, XLSX, XLSM, PPT, PPTX, PPS, PPSX, PPTM, PPSM, RTF, TXT, LOG, CSV, EML, ZIP, ODT, ODS, ODP

### OfficeSuite для iOS підтримує
Типи файлів: DOX, DOTX, DOCM, DOC, TXT, RTF, ODT (частково), XLSX, XLTX, XLSM, XLS, CSV, PDF, PPTX, PPSX, POTX, PPTM, PPSM, POTM, PPT, POT, PPS.
Зберігає у форматах: DOX, DOTX, DOCM, DOC, TXT, RTF, ODT (часткова підтримка), XLSX, XLTX, XLSM, XLS, CSV, PDF, PPTX, PPSX, POTX, PPTM, PPSM, POTM, PPT, POT, PPS.

### OfficeSuite для Windows підтримує
Типи файлів: DOX, DOTX, DOCM, DOC, TXT, RTF, ODT (частково), XLSX, XLTX, XLSM, XLS, CSV, PDF, PPTX, PPSX, POTX, PPTM, PPSM, POTM, PPT, POT, PPS.
Зберігає у форматах: DOCX, DOTX, DOCM, DOC, TXT, RTF, XLSX, XLTX, XLSM, XLS, CSV, PDF, XPS, PPTX, PPSX, POTX, PPTM, PPSM, POTM, PPT, POT, PPS.

## Мови

### OfficeSuite для Android
Арабську, бенгальська, боснійська, болгарська, каталонська, китайська (традиційна), китайська (Гонконг), китайська (спрощена китайська), китайська (Тайвань), хорватська, чеська, данська, голландська, англійська, естонська, фінська, французька, французька (Канада), німецька, грецька (сучасний), іврит, гінді, угорська, італійська, японська, каннада (Індія), корейська, латиська, литовська, македонська, малайська, малаялам (Індія), маратхі (Індія), норвезька букмол, панджабі (Пенджабі), перська (фарсі), польська, португальська (Бразилія), португальська (Португалія), румунська, російська, сербська, словацька, словенська, іспанська (LATAM), іспанська (Іспанія), шведська, тагальська, тамільська (Індія), телугу, тайський, турецький, українська, в'єтнамський.

### OfficeSuite для IOS
Англійська, французька, німецька, хінді, італійська, японська, російська, спрощена китайська, іспанська, тайська.

### OfficeSuite для Windows
Англійська, французька, німецька, хінді, італійська, японська, російська, спрощена китайська, іспанська, тайська.